# لنگتون هرینگ
لنگتون هرینگ (به انگلیسی: Langton Herring) یک روستا و محله مدنی در بریتانیا است که در West Dorset واقع شده‌است. لنگتون هرینگ ۱۲۰ نفر جمعیت دارد.